# Rewmi
Rewmi (in wolof: Paese) è un partito politico senegalese di orientamento liberale fondato nel 2006 da Idrissa Seck, già Primo ministro dal 2002 al 2004, in seguito alla sua fuoriuscita dal Partito Democratico Senegalese.
Dopo aver boicottato le elezioni parlamentari del 2007, il partito ha concorso alle parlamentari del 2012 nell'ambito della coalizione Benno Bokk Yakaar, insieme ad Alleanza per la Repubblica, Partito Socialista, Alleanza delle Forze del Progresso e ad altre forze minori. Alle parlamentari del 2017 ha preso parte alla coalizione Manko Taxawu Sénégal (guidata dall'allora sindaco di Dakar Khalifa Sall), mentre alle parlamentari del 2022 ha concorso di nuovo all'interno dell'alleanza Benno Bokk Yakaar.

## Risultati
| Elezione          | Voti       | %          | Seggi      |
| ----------------- | ---------- | ---------- | ---------- |
| Parlamentari 2007 | Boicottate | Boicottate | Boicottate |
| Parlamentari 2012 | 1.040.899  | 53,06      | 119 / 150  |
| Parlamentari 2017 | 388.188    | 1,73       | 7 / 165    |
| Parlamentari 2022 | 1.518.137  | 46,56      | 82 / 165   |
| 1. 2.             |            |            |            |